# Malý bedrovec
Malý bedrovec (lat. musculus psoas minor) je u člověka dlouhý, štíhlý sval, který často úplně chybí. Je-li přítomen, odstupuje od těl dvanáctého hrudního a prvního bederního obratle, pokračuje podél páteře jako úzké bříško a dlouhou šlachou se upíná na kyčelní a stehenní kost.

## Malý bedrovec u zvířat
U savců odstupuje malý bedrovec od těl posledních tří hrudních a prvních čtyř nebo pěti bederních obratlů a stejně jako u člověka se upíná na kyčelní kost. Částečně srůstá s velkým bedrovcem, který ho překrývá. Při kontrakci vyklenuje páteř.

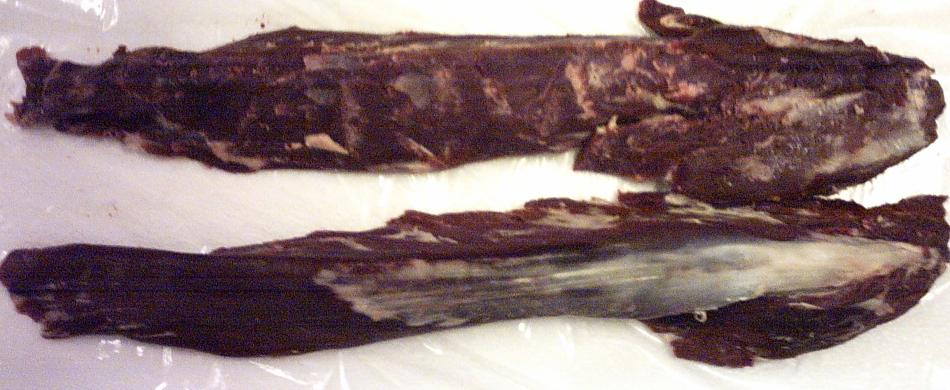
Panenská svíčková

Malý bedrovec je masitý sval, který ale není příliš zatěžovaný, maso je proto křehké. Společně s velkým bedrovcem je to nejlepší maso z jatečných zvířat a konzumuje se pod názvem svíčková u skotu, resp. vepřová panenka nebo svíčková panenka v případě prasete).